# Stenosarina davidsoni
Stenosarina davidsoni är en armfotingsart som beskrevs av Kathleen S. Logan 1998. Stenosarina davidsoni ingår i släktet Stenosarina och familjen Terebratulidae. Inga underarter finns listade i Catalogue of Life.